# Helga Köhler
Helga Köhler (geborene Gohde; * 21. Februar 1925 in Hamburg; † 14. August 2014 in Verden (Aller)) war von Ende der 1940er bis zu den beginnenden 1960er Jahren die erfolgreichste deutsche Springreiterin.

## Biografie
Köhler wurde 1925 als Kind eines reitbegeisterten Verdener Arztes geboren, der auf Grund seiner Ansicht, „die Kinder müssen an die frische Luft, turnen und Gymnastik treiben, und das beste Mittel hierzu ist das Reiten“, seine Kinder in einer Voltigiergruppe mitturnen ließ. 1930 waren drei seiner Kinder – darunter auch Helga – an einer Voltige-Schaunummer im Rahmen eines großen Turniers in der alten Kaiserdamm-Halle in Berlin beteiligt, bei der auch Reichspräsident Paul von Hindenburg anwesend war. Helga Köhlers nächster Aufenthalt in Berlin war zum Reichstreffen der deutschen Reiterjugend am 3./4. Oktober 1931, von dem sie zwei Siegerschleifen mit heimbrachte. Das Jugendreitabzeichen erwarb sie bereits im nächsten Jahr in Verden. Mit neun Jahren bekam Helga von ihrem Vater die vierjährige Stute Heckenröschen geschenkt, mit der sie an der Seite ihres Vaters ihre ersten Jagden mitritt.
Köhler leistete ihren Kriegsdienst in der Reit- und Fahrschule Soltau ab, wo sie auch Inge Fellgiebel kennenlernte, mit der sie eine lange Freundschaft verbinden sollte. Inge Fellgiebel heiratete anschließend Hans Günter Winkler, später wurde sie dann Ehefrau von George Theodorescu und Mutter von Monica Theodorescu. In Soltau bestand ihre Aufgabe darin, Remonten einzureiten. Am Kriegsende machten sie und Inge Fellgiebel den Treck mit den verbliebenen Pferden zum Remontedepot Mecklenhorst bei Neustadt am Rübenberge mit, das damals unter britischer Kontrolle stand. Dort waren sie zum Stalldienst und zum Beritt der Pferde eingeteilt, was beiden zum ersten Mal Gelegenheit bot, Englische Vollblüter zu reiten.
Erste Turniererfolge – abgesehen von Ponyturnieren, die sie bereits als Kind erfolgreich bestritt – hatte sie mit einem Pferd ihres Vaters – Prinz von Sickingen. Dieses Pferd konnte sie gleichermaßen erfolgreich in M-Dressuren und S-Springen vorstellen. Der große Erfolg kam dann aber mit ihrer Stute Armalva, mit der sie bei ihrer ersten Teilnahme am Deutschen Spring Derby in Hamburg 1949 direkt den 5. Platz erreichen konnte. Ein noch größerer Erfolg war jedoch der Gewinn des Stilpreises beim Derby – ein Erfolg, den sie noch viermal wiederholen sollte. Hierin zeigte sich auch eine der großen Stärken von Köhler. Sie galt als eine der stilistisch besten Reiter ihrer Zeit. Die Presse verlieh dieser Einschätzung durch den Titel Amazonenkönigin Ausdruck. 1949 sollte auch das erste Jahr sein, in dem sie das Championat der Springreiterinnen gewann. Dieses Championat gewann sie in ununterbrochener Folge bis 1954, wobei erwähnenswert ist, dass ihre Erfolge hoch genug gewesen wären, um in den Jahren 1952 und 1954 auch beim Championat der Springreiter einen dritten Platz hinter Winkler und Fritz Thiedemann einzunehmen.
1950 heiratete sie Hans Joachim Köhler, den Initiator der Verdener Eliteauktionen und späteren Vorsitzenden der Deutschen Reiterlichen Vereinigung, mit dem sie einige Jahre später ein altes Bauernhaus in Borstel bei Verden kaufte. Dort lebte sie bis zu ihrem Tod.
Ebenfalls 1950 erhielt sie in Nördlingen das Goldene Reitabzeichen verliehen. Zurückzuführen war das auf eine Blitzaktion von Inge Fellgiebel, die wusste, dass ihr hierfür lediglich eine Wertnote in einer M-Dressur fehlte und die erreichte, dass sie auf diesem Turnier auf Willi Schultheis’ Pernod eine M-Dressur mitreiten konnte, um die fehlenden Punkte zu erreichen.
Nachdem Köhler 1954 gemeinsam mit Winkler von Theodor Heuss das Silberne Lorbeerblatt verliehen bekommen hatte und als bisherigen Höhepunkt ihrer Springreiterkarriere erfolgreich eine Nordamerikareise mit der deutschen Mannschaft absolviert hatte, beschloss sie sich aus dem Springsport zurückzuziehen und sich der Dressur zu widmen. Obwohl Köhler auch hier recht erfolgreich war, konnte sie an die wirklich großen Erfolge aus dem Springsport nicht anknüpfen und hatte bald das Gefühl, ohne fremde Hilfe diese Erfolge auch nicht erreichen zu können. Als Konsequenz wandte sie sich 1955 wieder dem Springsport zu und konnte auch unmittelbar wieder an die alten Leistungen anknüpfen.
Als das Deutsche Championat der Springreiter, das sich aus den erreichten Erfolgen – erster bis dritter Platz – des verstrichenen Jahres errechnete, 1959 durch die Ausrichtung einer Deutschen Meisterschaft abgelöst wurde, konnte Köhler sich noch einmal mit ihrer Stute Armalva gegen die Konkurrenz durchsetzen und diesen ersten Titel für sich erringen. Im nächsten Jahr schaffte sie es, diesen Erfolg mit ihrem jungen Wallach Pesgö zu wiederholen.
In den 1960er Jahren gelang ihr noch einmal ein großer internationaler Erfolg: Bei den Europameisterschaften im Springreiten 1962 gewann sie mit Cremona die Silbermedaille.
Für ihre Verdienste um den Sport in Niedersachsen wurde sie in die Ehrengalerie des niedersächsischen Sports des Niedersächsischen Instituts für Sportgeschichte aufgenommen.